# Patrick D’Rozario
Patrick D’Rozario C.S.C. (Padrishibpur, 1943. október 1. –) római katolikus pap, a Dakkai főegyházmegye nyugalmazott érseke, bíboros.

## Élete
1962. június 14-én tette le fogadalmát a Keresztes Kongregációban. 1972. október 8-án szentelték pappá. 

### Püspöki pályafutása
II. János Pál pápa 1990. május 21-én nevezte ki az újonnan alapított Rajshahi-i egyházmegye első püspökévé. Szentelésére szeptember 12-én került sor. 1995. február 3-án a Csittagongi egyházmegye püspökévé nevezték ki. XVI. Benedek pápa 2010. november 25-én kinevezte a Dakkai főegyházmegye koadjutor érsekévé, a főegyházmegye vezetését 2011. október 22-én vette át. Ferenc pápa a 2016. november 19-i konzisztóriumon bíborossá kreálta. 2020. szeptember 30-án a pápa elfogadta a lemondását a főegyházmegye vezetéséről.